# Cyperus laevis
Cyperus laevis är en halvgräsart som beskrevs av Robert Brown. Cyperus laevis ingår i släktet papyrusar, och familjen halvgräs. Inga underarter finns listade i Catalogue of Life.